# Hemithea alboundulata
Hemithea alboundulata là một loài bướm đêm trong họ Geometridae.